# 雲南府

云南府在云南省的位置（1820年）

雲南府，俗稱昆明府，是明代、清代在云南省设立的一个府，存在於洪武十四年（1381年）至民國元年（1912年）。

## 沿革[1]
明洪武十四年(1381年)，明軍入滇，改中慶路為雲南府，領昆明縣、富民縣、宜良縣、羅次縣四縣，嵩明州、晉寧州、安宁州、昆陽州四州及所轄五縣，於次年在今昆明城區建築磚城。明末永曆時，曾改雲南省為雲興省，雲南府為昆明府，昆明縣為昆海縣。
清康熙二十年(1681年)，討平吳三桂後，仍襲明制，雲南府領昆明縣、富民縣、安寧州、晉寧州、昆陽州、呈貢縣、宜良縣、嵩明州、羅次縣、祿豐縣、易門縣七縣四州。民國廢雲南府，保留昆明縣。

## 延伸阅读
[在维基数据编辑]
 《欽定古今圖書集成·方輿彙編·職方典·雲南府部》，出自陈梦雷《古今圖書集成》